# McCoy v. Louisiana
McCoy v. Louisiana ist ein am Obersten Gerichtshof der Vereinigten Staaten am 17. Januar 2018 verhandelter Fall zur Frage, ob ein Eingeständnis der Schuld des Angeklagten durch dessen Anwalt vor Gericht verwertbar ist, wenn das Eingeständnis gegen den ausdrücklichen Willen des Angeklagten erfolgte.

## Hintergrund
Robert McCoy wurde am 9. Mai 2008 festgenommen und des Mordes an der Mutter, dem Sohn und dem Stiefvater seiner nach einem Vorfall häuslicher Gewalt seit einem Monat von ihm getrennt lebenden Ehefrau angeklagt. Wenige Tage später wurde ein Pflichtverteidiger für McCoy bestellt. McCoy beteuerte seine Unschuld und erklärte seine Absicht sich für nicht schuldig zu bekennen. Im Dezember 2009 beantragte McCoy die Entlassung seines Pflichtverteidigers, da dieser sich seiner Meinung nach nicht ausreichend bemühe, die Unschuld seines Mandanten zu beweisen. McCoy beauftragte daraufhin einen neuen Anwalt, der ihm zu einem strafmildernden Schuldeingeständnis riet, was McCoy jedoch ablehnte. Sein Verteidiger informierte ihn daraufhin darüber über seine Absicht, McCoys Schuld dem Gericht gegenüber einzugestehen, auch wenn McCoy dies weiter ablehne. Er müsse dies tun, um McCoys Leben zu retten, da angesichts der Beweislage ohne Schuldeingeständnis die Todesstrafe drohe. Ein Antrag McCoys auf abermalige Entlassung seines Verteidigers wurde vom Gericht angesichts des nahen Prozesstermins als unberechtigt abgelehnt (im US-Recht kann ein bestellter Verteidiger während oder kurz vor einem laufenden Prozess nur unter bestimmten Bedingungen entlassen werden). Der Verteidiger gestand daraufhin McCoys Schuld gegen dessen ausdrücklichen Willen ein und plädierte auf eine Verurteilung wegen Totschlags. McCoy wurde trotzdem wegen Mordes zum Tode verurteilt.
Ein Todesurteil kann gemäß der Verfassung des US-Bundesstaats Louisiana direkt beim Obersten Gerichtshof des Staates angefochten werden. Die Berufung wurde jedoch abgewiesen und das gegen den Willen des Angeklagten erfolgte Schuldeingeständnis durch den Anwalt wurde als rechtmäßig eingestuft. In Anbetracht der erdrückenden Beweislast gegen den Angeklagten sei ein Schuldeingeständnis gegenüber einer fortwährenden Beteuerung der Unschuld die erfolgversprechendere Strategie gewesen. Daher sah das Berufungsgericht kein Vorliegen einer ineffektiven Verteidigung durch den Anwalt, was im US-Recht ein berechtigter Berufungsgrund gewesen wäre ("ineffective assistance of counsel"). Außerdem zitierte das Gericht den Fall Florida v. Nixon, in dem der Oberste Gerichtshof entschieden hatte, dass ein Anwalt für ein Schuldeingeständnis keine explizite Zustimmung des Angeklagten benötigt.
McCoy legte daraufhin Berufung beim Obersten Gerichtshof der Vereinigten Staaten ein. Anders als in Florida v. Nixon habe der Anwalt in seinem Fall gewusst, dass er ein Schuldeingeständnis ausdrücklich abgelehnt hatte. Das unautorisierte Eingeständnis des Anwalts sei daher als verfassungswidrig zu betrachten. Der Oberste Gerichtshof nahm den Fall zur letztinstanzlichen Entscheidung an.

## Urteil
Das Gericht gab McCoys Berufungsantrag mit einer Mehrheit von 6 der 9 Richterstimmen statt. Das in der Verfassung der Vereinigten Staaten festgehaltene Recht auf eine effektive Verteidigung in einem Strafverfahren belässt dem Urteil zufolge die Entscheidungshoheit über besonders wichtige Verfahrensfragen beim Angeklagten. Dies betrifft insbesondere die Frage, ob die Schuld des Angeklagten eingestanden werden soll. Ein gegen den ausdrücklichen Willen des Angeklagten erfolgtes Schuldeingeständnis des Strafverteidigers verletzt den 6. Verfassungszusatz. Die Urteile aller Vorinstanzen wurden damit aufgehoben. McCoy erhält ein neues Gerichtsverfahren.